# Região de vinhos da Península de Setúbal

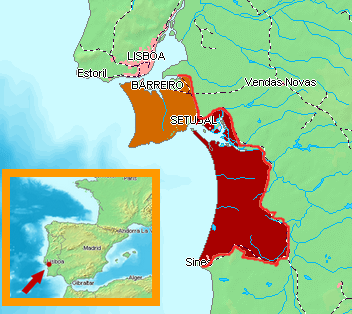
Região demarcada de Terras do Sado (Vinhos Regionais)

A região de vinhos da Península de Setúbal é uma região demarcada para a produção de vinhos portugueses que cobre a maior parte da área geográfica contígua ao rio Sado, onde as serras do conjunto montanhoso do Parque Natural da Arrábida provocam significativa influência sobre os seu Terroir. A produção de vinhos nesta área está classificada como Vinho Regional (VR). Esta região é quase inteiramente rodeada pelo Alentejo VR, com a região Setúbal DOC a noroeste e o oceano Atlântico a oeste.

## Castas
Os vinhos tintos produzidos sob a denominação "vinho regional" têm que conter obrigatoriamente uma combinação de pelo menos 50% das castas Aragonez, Cabernet Sauvignon, Merlot, Moscatel Rôxo, Periquita (Castelão), Tinta Amarela e Touriga Nacional. Os restantes 50% podem incluir as castas Alfrocheiro Preto, Alicante Bouschet, Bastardo (casta), Moreto ou Tinta Miuda.
os vinhos brancos da região são obrigados a conter pelo menos 50% das castas Arinto, Chardonnay, Fernão-Pires, Malvasia Fina, Moscatel de Alexandria e Roupeiro. Os restantes 50% podem incluir as castas Antão Vaz, Esgana Cão, Sauvignon blanc, Rabo de Ovelha ou Trincadeira